# Santa Luzia (São Roque do Pico)
Santa Luzia is een plaats (freguesia) in de Portugese gemeente São Roque do Pico en telt 472 inwoners (2001). De plaats ligt op het eiland Pico, onderdeel van de Azoren.

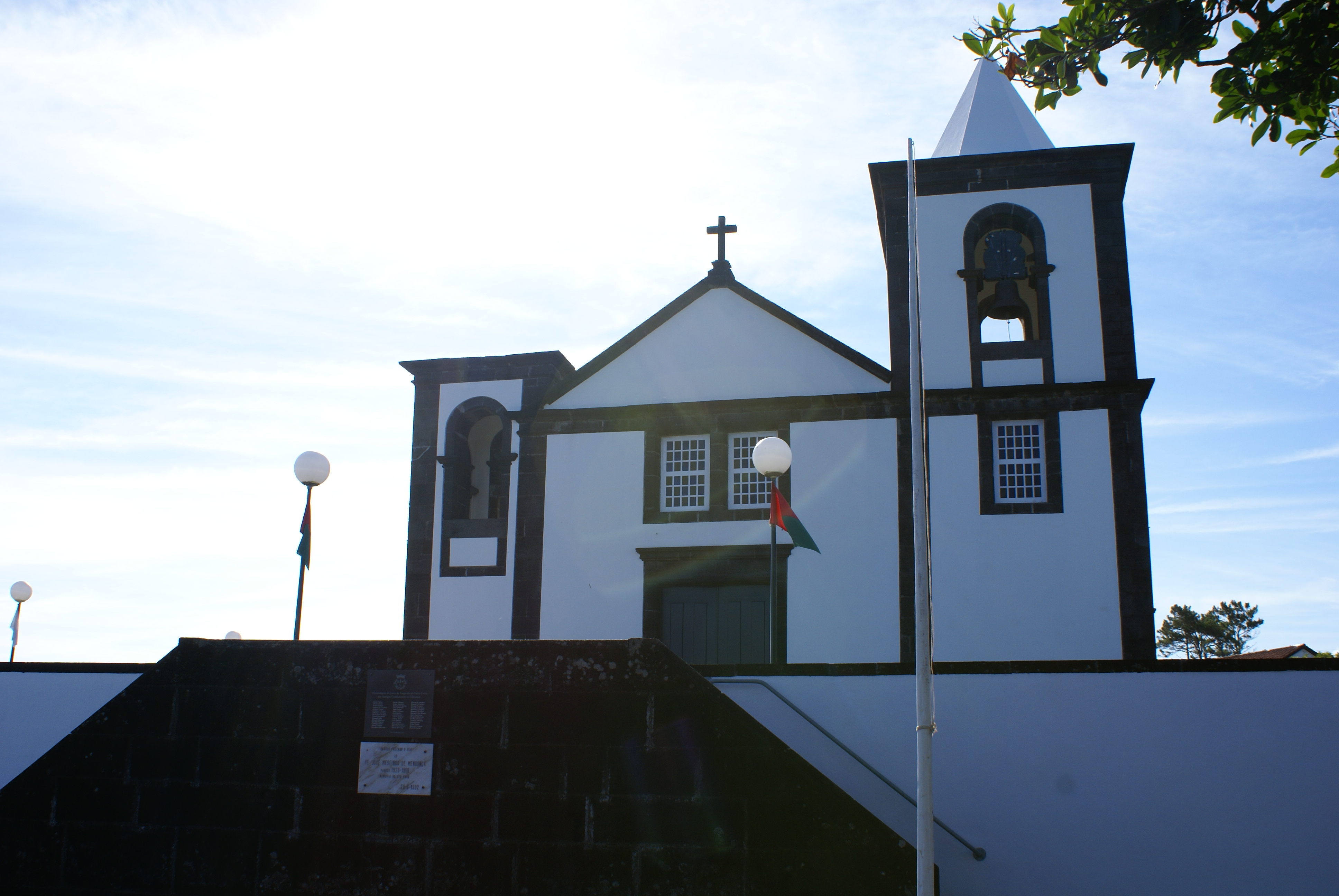
Kerk van Santa Luzia
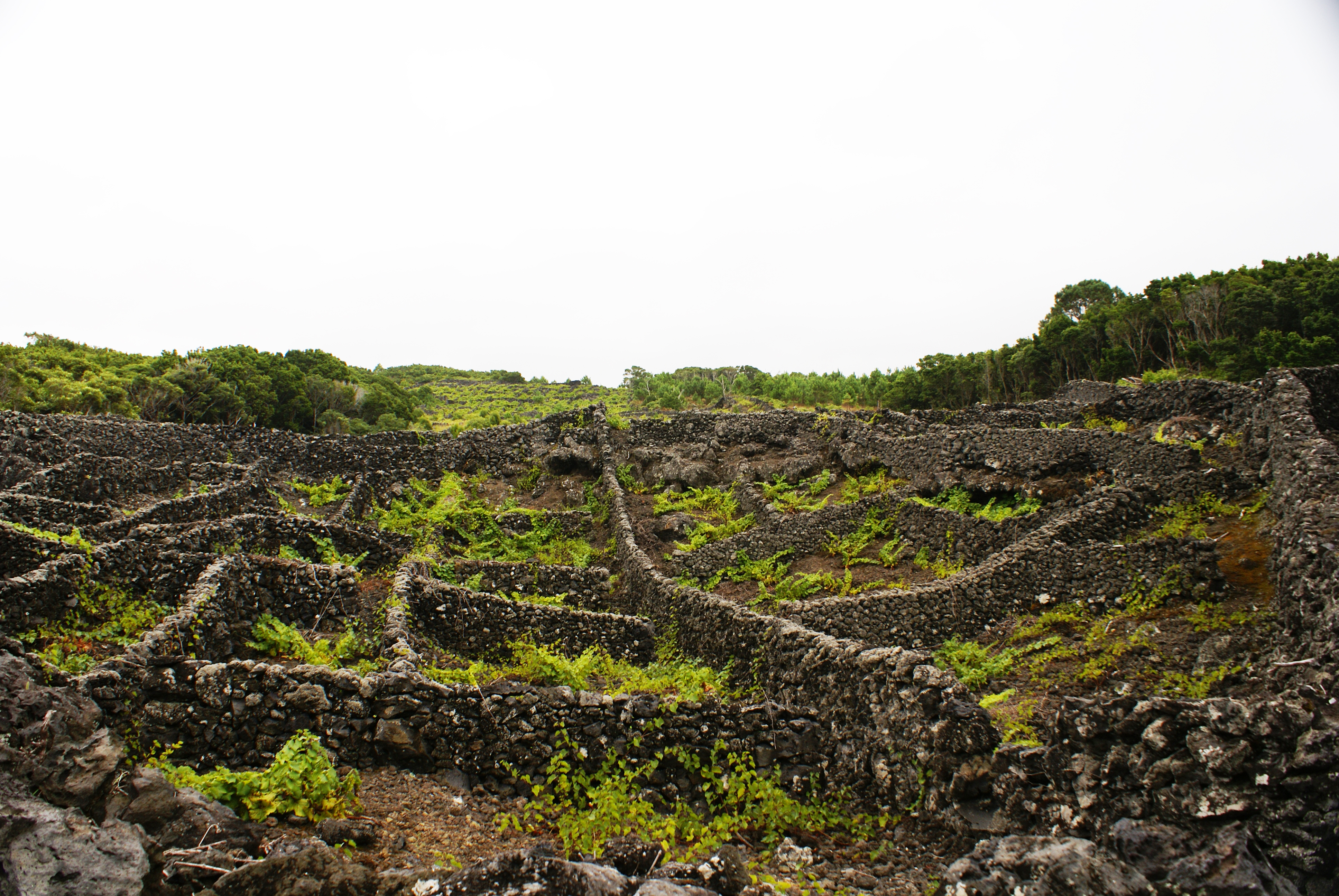
Ruïnes bij Santa Luzia
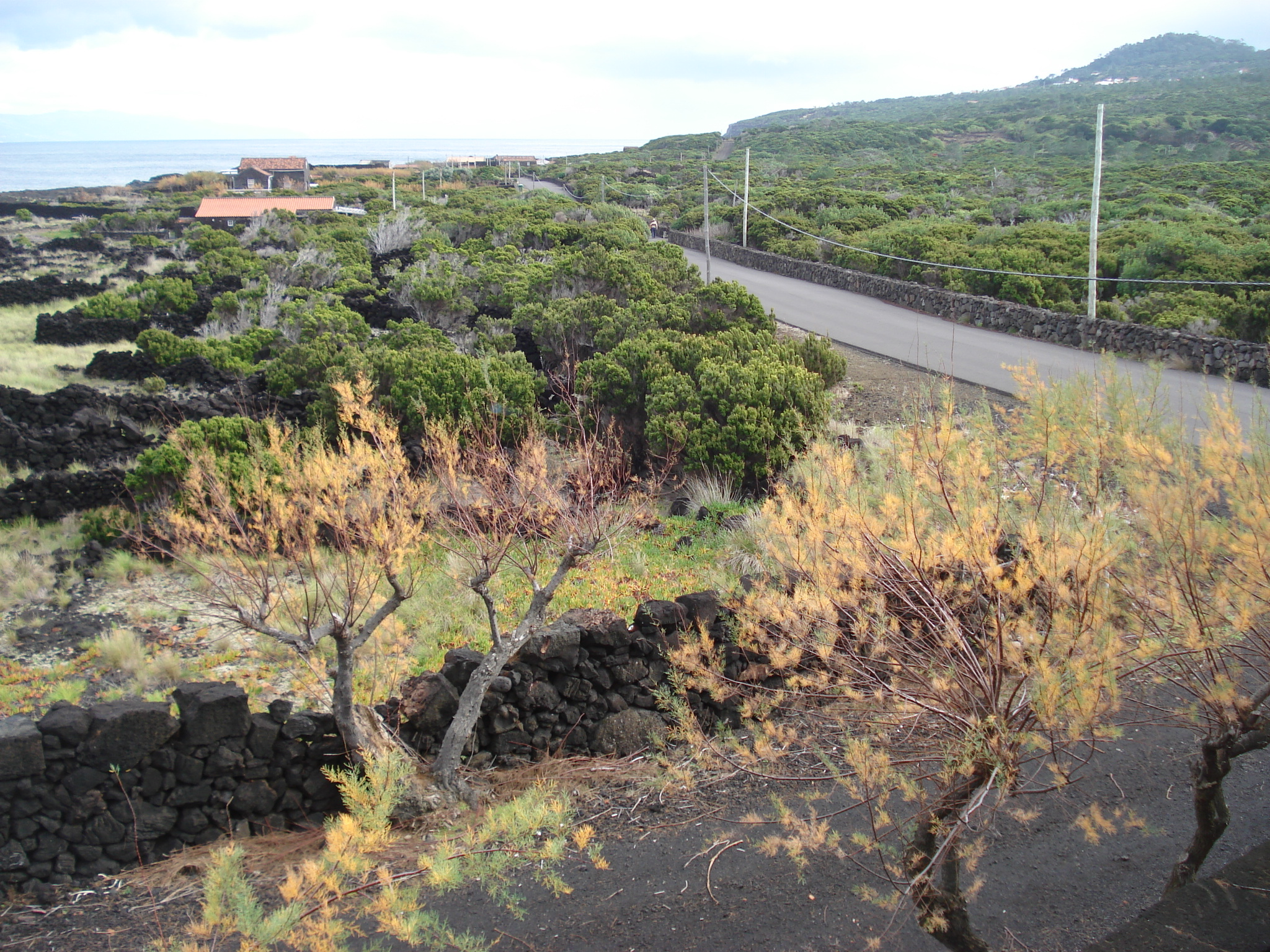
Kustlandschap bij Arcos, Santa Luzia